# Мајсторовић
Мајсторовић је српско, босанско и хрватско презиме. Презиме је настало од старофранцуске речи maistre, у преводу надређени, учитељ. Име је првобитно преведено у латинском облику MAGISTER. У раним случајевима ово име су често носили људи који су били франклини или други значајни слободни власници, вероватно зато што су под собом имали раднике који су обрађивали своју земљу, а за разлику од мањих слободних закупаца нису сами обрађивали своју имовину. Чланови хрватског огранка уздигнути су у хрватско племство.
Може се односити на следеће особе:
- Биљана Мајсторовић (1959), српска кошаркашица
- Данијел Мајсторовић (1977), шведски фудбалер српског порекла
- Дејан Мајсторовић (1988), српски кошаркаш
- Ђорђе Мајсторовић (1990), српски кошаркаш
- Јасна Мајсторовић (1984), српска одбојкашица
- Милан Мајсторовић (1983), српски кошаркаш
- Милица Мајсторовић (1989), српска певачица
- Невен Мајсторовић (1989), српски одбојкаш
- Срђан Мајсторовић (1972), српски политиколог
- Томислав Филиповић-Мајсторовић (1915-1946), босански Хрват фрањевац, усташки војни капелан и ратни злочинац